# 매란방 (영화)
매란방(梅蘭芳, Forever Enthralled)은 중국에서 제작된 천카이거 감독의 2008년 드라마 영화이다. 여명 등이 주연으로 출연하였고 한싼핑 등이 제작에 참여하였다.

## 출연

### 주연
- 여명
- 장쯔이

### 조연
- 질리안 청
- 진도명
- 순홍레이
- 진홍
- 잉다
- 여소군
- 왕학기
- 안도 마사노부
- 판웨밍
- 오강
- 전파
- 필언군
- 이빈
- 윤치
- 장소화
- 여효동

## 제작진
- 출품인: 오명헌
- 출품인: 양수성
- 출품인: 한싼핑
- 녹음: 왕단융
- 미술: 유청
- 의상: 진동훈